# 三溴化钒
三溴化釩，VBr3，在固體形態中，是一種被六個溴配位基圍繞八面體钒的配位聚合物。
三溴化釩可由四氯化釩與溴化氫反應制得：
2 VCl4  + 8 HBr  →  2 VBr3  +  8 HCl  +  Br2
這個反應會在恢復致室溫時繼續反應，通過不穩定的四溴化釩VBr4，釋放出溴蒸氣Br2。
就像三氯化釩VCl3，三溴化釩與乙二醇二甲醚和四氫呋喃形成紅棕色固體復合物，例如VBr3(THF)3。
三溴化釩水解生成含[VBr2(H2O)4]+的鹽。這些溶液揮發後生成[VBr2(H2O)4]Br。

## 拓展閱讀
- Stebler, A.; Leuenberger, B.; Guedel, H. U.  "Synthesis and crystal growth of A3M2X9 (A = Cs, Rb; M = Ti, V, Cr; X = Cl, Br)"    Inorganic Syntheses  (1989),  volume 26, pages 377-85.